# KOEI
KOEI (Japans: 株式会社コーエー, Kabushiki-gaisha Kōē) is een Japans computerspelbedrijf dat zich bezighoudt met het ontwikkelen, uitgeven en distribueren van computerspellen. Het bedrijf is opgericht in 1978 en het meest bekend om zijn historische strategiespellen gebaseerd op het boek Romance of the Three Kingdoms en historische gebeurtenissen. Ook bracht het bedrijf enkele historische actiespellen uit zoals  Dynasty Warriors en Samurai Warriors. Het bedrijf heeft ook een afdeling genaamd Ruby Party dat zich richt op simulatiespellen met betrekking tot het maken van afspraakjes. Op 1 april 2009 ging het bedrijf samen met Tecmo en vormde op deze manier Koei Tecmo Holdings. Op 1 april 2010 werd de naam gewijzigd in Tecmo Koei Games. In 2014 ging het bedrijf weer verder onder de naam Koei. Het bedrijf werd op 25 juli 1978 door Yoichi Erikawa en zijn vrouw Keiko opgericht. Sindsdien is het bedrijf gevestigd in Yokohama. Het bedrijf hield zich in het begin bezig met PC- en zakelijke software. In 1983 kwam het eerste strategiespel uit. In 1988 werd een filiaal in Noord-Amerika geopend, genaamd Koei Corporation, gevestigd in Californië. Het dochterbedrijf ontwikkelde tot 1995 eigen spellen, hierna richtte men zich op de vertaling van spellen van het moederbedrijf. In 2001 werd een filiaal in Canada genaamd Koei Canada opgericht en in 2003 een filiaal in Europa genaamd Koei Limited.